# Morasverdes
Morasverdes és un municipi de la província de Salamanca a la comunitat autònoma de Castella i Lleó. Limita al Nord-oest amb Tenebrón i Dios le Guarde, al Nord-est amb Aldehuela de Yeltes, al Sud-est amb El Maíllo, al Sud amb Nava del Buen Padre (municipi de Tenebrón) i a l'Oest amb Serradilla del Arroyo.

## Demografia
| 1991 | 1996 | 2001 | 2004 |
| ---- | ---- | ---- | ---- |
| 521  | 473  | 414  | 392  |